# 赵赞 (唐朝)
趙贊（?—?），河东人。唐朝官员。
历官礼部郎中、吏部郎中、中书舍人，後升遷為户部侍郎。盧杞以趙贊為判度支，任上巧立名目，專事搜括。最後唐德宗奔走奉天。建中四年（783年）十二月十九日，贬為播州（州治在今贵州省遵义市）司马。